# Corona radiata (ZNS)
Als Corona radiata bezeichnet man in der Neuroanatomie die einem Strahlenkranz ähnlich ausgebreitete Struktur weißer Substanz der aufgefächerten Fasern  verschiedenartiger auf- und absteigender Projektionsbahnen, welche die Großhirnrinde (Cortex cerebri) mit anderen Hirnregionen verbinden.

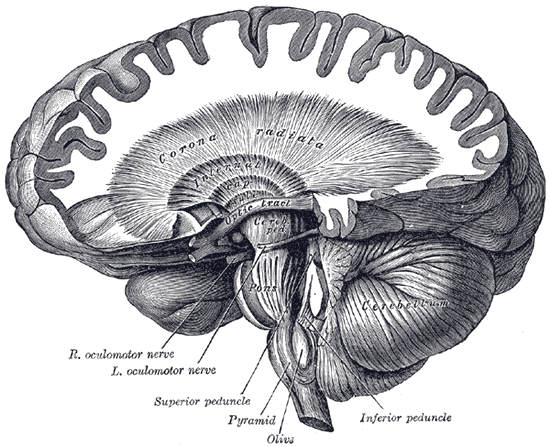
Die Corona radiata wird sichtbar nach Abtragen von Teilen des Großhirnmantels

Die Corona radiata enthält sowohl als kortikopetale Fasern zu Regionen der Großhirnrinde ziehende Afferenzen, wie auch von dort ausgehende Efferenzen als kortikofugale Fasern. Sie liegt im Wesentlichen im Endhirn, wird im Bereich seiner Basalkerne enger und geht hier in die Capsula interna (innere Kapsel) über. Die Basalganglien (Nuclei basales) stellen eine Art von Engpass für die Projektionsbahnen auf ihrem Weg zum bzw. vom Cortex cerebri dar.
Die Namensgebung beruht auf ihrer strahlenförmigen und fächerartigen Ausbreitung und dem Auseinanderstreben, von den Stammganglien aus gesehen. „Corona radiata“ ist somit zunächst eine vorwiegend morphologische Bezeichnung. Die deutsche Namensgebung lautet „Stabkranz“. Es werden unterschieden:
- Corona radiata
  - Corona radiata capsulae internae
    - Corona radiata thalami

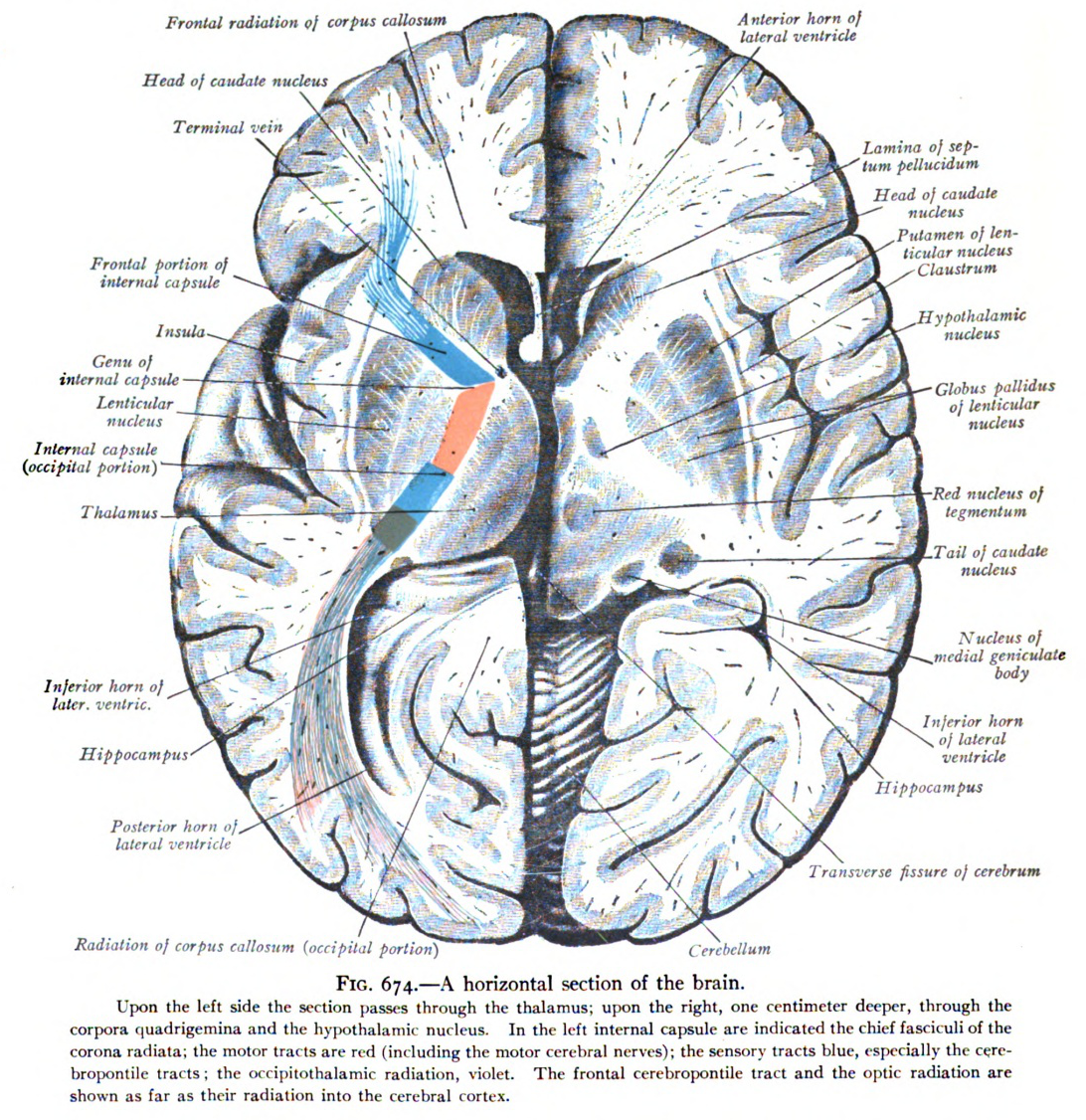
Darstellung der Corona radiata in transversalen Ebenen
(zwei halbseitige Horizontalschnitte)

Die Fasern der Corona radiata treten zum größten Teil als innere Kapsel durch die basalen Kerngebiete des Endhirns; auf einem Horizontalschnitt zeigen sie dichtgedrängt einen typisch winkelförmigen Verlauf, dessen Knick als Knie bezeichnet wird. Im vorderen Schenkel steigen Projektionsbahnen ab, die dem Frontallappen entstammen (Tractus frontopontinus und frontothalamicus). Im Knie der inneren Kapsel liegen absteigende Fasern zu Hirnnervenkernen (Tractus corticonuclearis), daran anschließend im hinteren Schenkel die somatotopisch gegliederten Fasern der Pyramidenbahn für das Rückenmark (Fibrae corticospinales). Sie werden hier begleitet von aufsteigenden Fasern (Fibrae thalamocorticales) sensibler Bahnen, insbesondere zur postzentralen Region im Scheitellappen. Weiter hinten folgen absteigende Fasern zu Brückenkernen des Pons (Fibrae temporopontinae und occipitopontinae) und ganz hinten die Sehstrahlung (Radiatio optica) von den seitlichen Kniehöckern zur Sehrinde. Die Fasern der Hörstrahlung (Radiatio acustica) ziehen von den mittleren Kniehöckern ausgehend an der inneren Kapsel vorbei seitwärts zum Schläfenlappen. Alle diese Fasern von Projektionsbahnen werden unter dem Begriff der Corona radiata zusammengefasst.

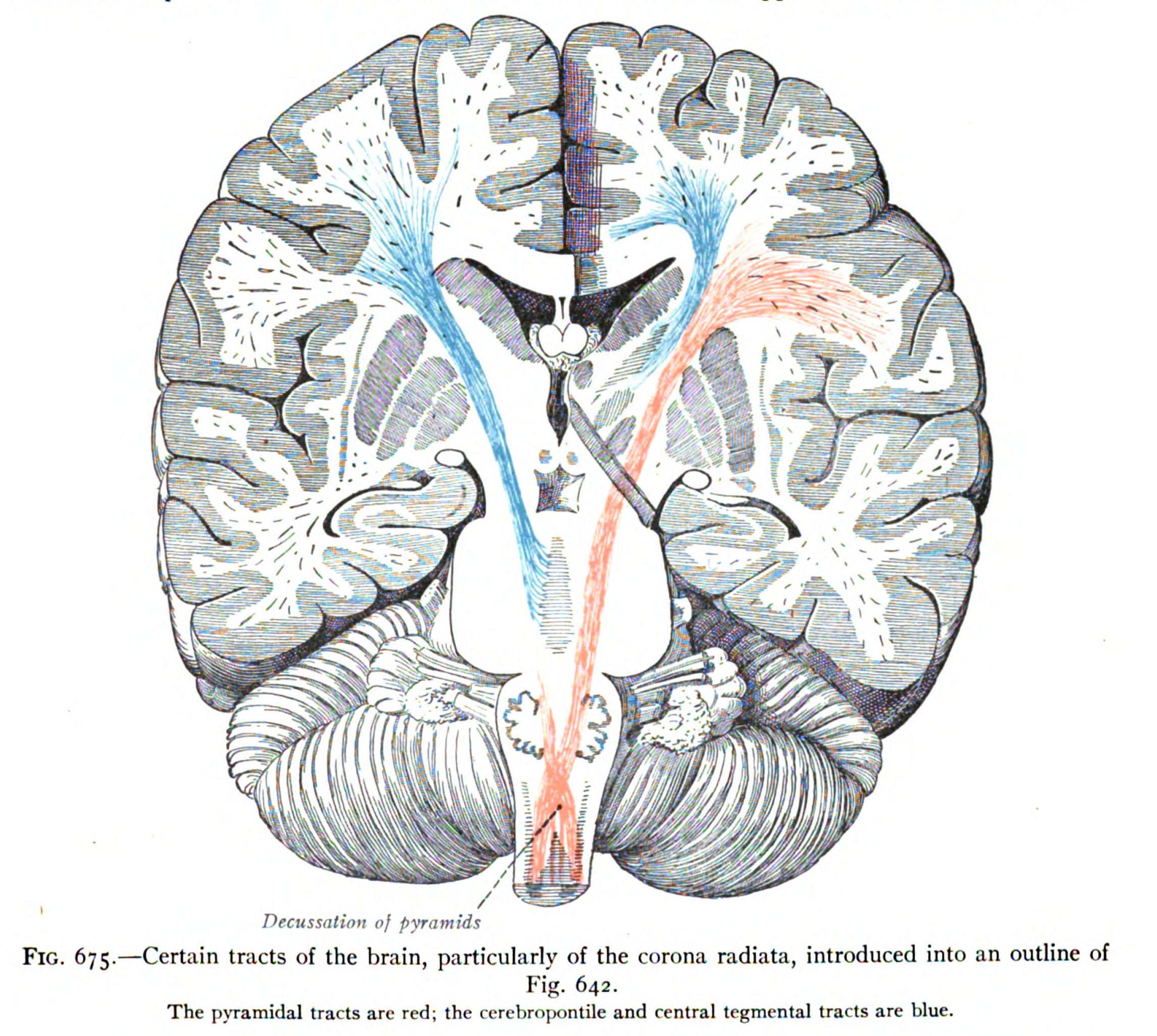
Darstellung der Corona radiata in frontalen Ebenen
(zwei halbseitige Koronalschnitte)

Der dem Thalamus anliegende Stabkranzbereich enthält Faserbündel, die zwischen Thalamus und Großhirn verbinden (Fasciculi corticothalamici und thalamocorticales), Radiationes thalamicae genannt. Hierzu gehören auch alle somatisch afferenten Projektionen, die in den Thalamuskernen umgeschaltet wurden und zum (somatosensorischen) Cortex laufen. Einzig die sensorischen Fasern des olfaktorischen Systems erreichen kortikale Regionen des Großhirns ohne eine Umschaltung in Kerngebieten des Zwischenhirns.
Die Radiatio thalami liegt der äußeren Thalamusfläche an und setzt sich somit im inneren Anteil der Capsula internae fort. Der Thalamus wird aber auch als Umschaltung für absteigende Bahnen genutzt, wie bereits aus dem genannten Verlauf des Tractus frontothalamicus hervorgeht. Außerdem erhält er rückläufige Verbindungen aus Rindengebieten, zu denen seine aufsteigenden Fasern projizieren. Es wird somit ein thalamocorticaler Neuronenkreis geschlossen. Man kann ihn wegen der durch die Großhirnrinde vermittelten Bewusstseinsqualitäten auch als „psychischen Reflexbogen“ bezeichnen, durch den bestimmte Wahrnehmungen mit psychischen Qualitäten ausgezeichnet und belegt werden.